# Y’ha-Nthlei
Y’ha-Nthlei ist eine 2011 gegründete Funeral-Doom-Band.

## Geschichte
Das Funeral-Doom-Projekt Y’ha-Nthlei wurde zum Ende des Jahres 2011 von Marco „Omrachk“ Toscani und „Sadomaster“ in Mede gegründet. Während Toscani anfangs als Sänger, Gitarrist und Schlagzeuger agierte und hinzukommend Soundeffekte beisteuerte, brachte sich „Sadomaster“ als Gitarrist und Bassist ein. Nachdem „Sadomaster“ die Band allerdings 2015 verlassen hatte, führte Toscani Y’ha-Nthlei allein fort. Das 2012 über Satanarsa Records veröffentlichte Debütalbum Vol 1: The Night Opens on the Brink of the Abyss entstand noch zu zweit, alle nachkommenden Veröffentlichungen wurden von Toscani ohne Mitmusiker eingespielt. So trug er mit Y’ha-Nthlei das Stück The Tomb of Penumbra zu dem 2015 über GS Productions veröffentlichten Split-Album mit The Blessed Hellbrigade, Aphonic Threnody und In Lacrimaes et Dolor Of Poison and Grief (Four Litanies for the Deceased) bei und veröffentlichte 2017 erneut über Satanarsa Records das zweite Y’ha-Nthlei-Album Vol 2: You Dared Challenge the Great Old Ones. You Will Fall into the Abyss. Das Album erhielt positive Resonanz und wurde unter anderem in einer Rezension des Webzines Doom-Metal.com als „genau das richtige“ für „Fans von Avantgarde-Doom mit einer Vorliebe für lovecraftsche Themen“ gepriesen.

## Konzept und Stil
Y’ha-Nthlei verfolgt ein an H.P. Lovecraft und dem Cthulhu-Mythos orientiertes Gesamtkonzept. Bandname, Songtexte und Gestaltung der Tonträger verweisen stetig auf den Cthulhu-Mythos. Bereits der Name der Band Y'ha-nthlei ist dem Mythos entlehnt und bezeichnet eine der Hauptstädte der tiefen Wesen unter der Meeresoberfläche.
Zu einem einordnenden Vergleich werden in Besprechungen Genre-Interpreten des Funeral Doom, Black Doom und Depressive Black Metal wie Thergothon, Fungoid Stream, Tyranny, Funeral Mourning, Elysian Blaze, Xasthur und Nortt bemüht. Entsprechend beschreibt das Webzine Doom-Metal.com die von Y’ha-Nthlei gespielte Musik als „dunklen, verstörenden und von Lovecraft inspirierten Funeral Doom“ mit einer musikalischen Nähe zum Black Metal. Die Musik positioniere sich so „am rohen und harten Ende des Spektrums“ des Funeral Dooms, mit einem dem Black Metal entlehnten gutturalem Gesang, der mit teils klarem Gesang gepaart würde. Das Gitarrenspiel wird indes als besonders schwer und rifflastig beschrieben. Hingegen würde das Schlagzeug zurückgenommen und reduziert eingesetzt.

## Diskografie
- 2012: Vol 1: The Night Opens on the Brink of the Abyss (Album, Satanarsa Records)
- 2015: Of Poison and Grief (Four Litanies for the Deceased) (Split-Album mit The Blessed Hellbrigade, Aphonic Threnody und In Lacrimaes et Dolor, GS Productions)
- 2017: Vol 2: You Dared Challenge the Great Old Ones. You Will Fall into the Abyss (Album, Satanarsa Records)